# Soul Food (album)
Soul Food è un album in studio di Babaman, pubblicato il 29 settembre 2017. Tutti i brani sono stati curati dal producer Mene The Artikhaze. Anticipato dai singoli Original Musician e The One, all'interno dell'album si trovano inoltre le collaborazioni di Bassi Maestro nel brano Classici e di Amir Issaa nella traccia Reggae To Hip Hop.

## Tracce
1. Original Musician (prod. Mene)
2. È Solo Una Pianta (prod. Mene)
3. Classici (feat. Bassi Maestro) (prod. Mene)
4. Rende Libere Le Masse (prod. Mene)
5. One Inna Million (prod. Mene)
6. Come Una Rapina (prod. Mene)
7. Reggae To Hip Hop feat. Amir (feat. Amir Issaa) (prod. Mene)
8. Fino A Quando (prod. Mene)
9. Dice il vero (prod. Mene)
10. Metti in Pausa (prod. Mene)
11. The One (prod. Mene)
12. Lo Muove A Tempo (prod. Mene)
13. La Mia Queen (prod. Mene)